# 57

57(오십칠)은 56보다 크고 58보다 작은 자연수다.

## 수학
- 합성수로, 그 약수는 1, 3, 19, 57이다. 진약수의 합은 23이므로, 57은 부족수다.
  - 20번째 반소수다. 앞의 반소수는 55, 다음 반소수는 58이다.
  - 57은 소수가 아니지만, 수학자 알렉산더 그로텐디크가 소수의 예시를 들며 실수로 57을 제시했다는 전설이 있어 농담조로 '그로텐디크 소수'라고 불린다. 이 실수는 또 다른 유명 수학자 헤르만 바일이 출판물에서 저질렀다.
- 3번째 이십각수다. 앞의 이십각수는 20, 다음은 112이다.

## 과학
- 란타넘(La)의 원자번호.
- NGC 57: 물고기자리 방향에 있는 타원은하.

## 교통
- 고속도로
  - 주간고속도로 제57호선: 미주리주 사이크스턴(영어판)에서 일리노이주 시카고까지 이어지는 미국의 주간고속도로.
  - 유럽 고속도로 57호선(영어판): 오스트리아 자틀레트(영어판, 독일어판)에서 슬로베니아 류블랴나까지 이어지는 유럽 고속도로.
  - 아우토반 57호선(영어판, 독일어판): 독일의 고속도로.

- 국도 제57호선
  - 일본 57번 국도: 오이타현 오이타시에서 나가사키현 나가사키시까지 이어지는 일본의 국도.

## 나이
- 대한민국 6급 이하 공무원의 정년은 만 57세다.

## 문화유산
- 대한민국의 국보 제57호: 화순 쌍봉사 철감선사탑
- 대한민국의 보물 제57호: 안동 조탑리 오층전탑
- 대한민국의 사적 제57호: 남한산성

## 방송
- 라디오에서 매시 57분마다 시각과 교통정보를 알려준다.
- 스카이라이프의 채널이엠 채널 번호.
- 지니 TV의 SBS 골프 채널 번호.
- B tv의 원스 채널 번호.
- U+ TV의 월드클래식무비 채널 번호.
- LG헬로비전의 아시아M 채널 번호.
- B tv 케이블의 채널S 플러스 채널 번호.
- KT HCN의 채널칭 채널 번호.

## 기타
- 날짜: 5월 7일
- 연도: 57년, 기원전 57년